# Amegilla kuleni
Amegilla kuleni är en biart som beskrevs av Constance Margaret Eardley 1994. Amegilla kuleni ingår i släktet Amegilla och familjen långtungebin. Inga underarter finns listade i Catalogue of Life.